# 利愛安
利愛安（英語：Kirsten Ashley B. Lontoc，1999年6月30日—），又名Lenar Bata，2021年度香港小姐競選落選佳麗，曾為無綫電視經理人合約藝員。

## 簡歷
利愛安在屯門醫院出生，為擁有西班牙、菲律賓及華裔血統的混血兒。她在於香港成長，就讀油麻地街坊會學校和港青基信書院，在2020年於菲律賓的聖多默大學傳播藝術學系畢業，並現時在Meridian International Business, Arts and Technology College（簡稱 MINT College）商業學院正在修讀音樂商業管理學士課程。2021年參選該年度的香港小姐競選，期間被網民封外號爲「佛祖」、「東涌羅浩楷」。落選後即刻簽約無綫電視，隨後就和2020年度香港小姐競選冠軍兼最上鏡小姐謝嘉怡同期加入處境喜劇《愛·回家之開心速遞》劇組。2022年8月由基本合約轉為經理人合約。

利愛安於2023年12月跟一名圈外男子結婚，2024年1月24日在社交平台宣布女兒於本月16日已經出生。

## 事件

#### 林作冒認港姐提名人
利愛安往2021年度香港小姐競選面試的時候曾被傳媒拍攝照片，但傳媒未清楚她的背景，只是知道英文名叫Kirsten。話題人物林作就向傳媒說是自己提名的，又說她的中文名叫霍韻璇，和林作母親提名的佳麗霍穎璇（最後亦未入圍）只是相差一個字。幾日後，利愛安公開澄清自己的真名，又指自己不認識林作，林作才表示純粹拿取好處。

## 演出作品

### 電視劇
| 年份       | 電視劇               | 角色  | 備註           |
| ---------- | -------------------- | ----- | -------------- |
| 2021年至今 | 《愛回家之開心速遞》 | Naomi | 首次參演電視劇 |

## 外部鏈接
- 利愛安在tvb.com的資料
- 利愛安的Instagram帳戶